# Василиј Чапајев
Василиј Иванович Чапајев (рус. Василий Иванович Чапаев; Будајка, 9. фебруар 1887 — 5. септембар 1919) је био руски војник и командант Црвене армије за време Руског грађанског рата.
Чапајев је рођен у сиромашној сељачкој породици у селу Будајка, данас део града Чебоксари. За време Првог светског рата три пута је награђиван орденом Светог Ђорђа. У септембру 1917. године прикључује се бољшевичкој партији, а у децембру исте године бива изабран за команданта 138. пешадијског пука гласовима војника. Касније је командовао другом Николајевском дивизијом и 25. стрељачком дивизијом.
Петог септембра 1919. године седиште дивизије близу Лбишченска (данас Чапајева) бива нападнуто од стране белоармејаца, Чапајев је тада покушао да побегне препливавањем Урала, али је нестао. Тело му никад није било нађено.
Након што је основан СССР, Чапајев је проглашен за хероја Октобарске револуције.